# (40776) Yeungkwongyu
(40776) Yeungkwongyu est un astéroïde de la ceinture principale.

## Description
(40776) Yeungkwongyu 楊光宇 est un astéroïde de la ceinture principale. Il fut découvert le 7 octobre 1999 à l'observatoire Goodricke-Pigott par Roy A. Tucker. Il présente une orbite caractérisée par un demi-grand axe de 2,94 UA, une excentricité de 0,07 et une inclinaison de 3,3° par rapport à l'écliptique.